# Бельмер, Андре
Андре́ Бельме́р (фр. André Bellemère; 23 сентября 1927 — 2 июня 2014) — французский миколог и лихенолог.

## Биография
Родился 23 сентября 1927 года в Триель-сюр-Сен (департамент Ивелин). Учился в нормальной школе в Париж-Отёй, затем — в лицее Тюрго, где в это время преподавал Мариус Шадфо. В 1948 году поступил в Высшую нормальную школу в Сен-Клу. После её окончания некоторое время получал дополнительное образование в Орлеане и Бове.
С 1955 во 1989 год А. Бельмер — профессор Высшей нормальной школы в Сен-Клу. Впоследствии работал директором научных лабораторий при Высшей школе.
В 1967 году защитил докторскую диссертацию Contribution à l'étude du développement de l’apothécie chez les Discomycètes inoperculés под руководством М. Шадфо.
Принимал участие в Первом международном заседании по систематике аскомицетов, прошедшем в Париже с 11 по 14 мая 1993 года, выступил с докладом, посвящённом значению асков и аскоспор в систематике.
Скончался 2 июня 2014 года.

## Некоторые научные публикации
- Bellemère A. Contribution à l'étude du développement de l'apothécie chez les discomycètes inoperculés // Bulletin de la Société Mycologique de France. — 1968. — Vol. 83(3). — P. 395—931.
- Hafellner J., Bellemère A. Elektronenoptische Untersuchungen an Arten der Flechtengattung Brigantiaea // Nova Hedwigia. — 1981. — Vol. 35(2—3). — P. 263—312.

## Роды, названные именем А. Бельмера
- Bellemerea Hafellner & Cl.Roux, 1984
- Bellemerella Nav.-Ros. & Cl.Roux, 1997